# Бегаљица
Бегаљица је насеље у Градској општини Гроцка у Граду Београду. Према попису из 2022. било је 2715 становника.

## Историја
Село лежи јужно од варошице Гроцке. Бегаљица је старије насеље. Најраније податке о овом селу налазимо у турском попису „влаха београдске нахије“ из 1528. године, где се наводи село Бегаљица ca манастиром Свети Рајко (манастир Рајиновац) и у том периоду је село имало свега пет кућа, а његов постепени развој можемо да пратимо на основу даљих турских пописа. Тако у следећем, из 1530. године, Бегаљица броји 14, а 1536. године 17 домова. Овде се, осим манастира Свети Рајко, помиње и манастир Свети Тодор, док је у попису из 1560. уз манастир Свети Рајко уписан и манастир Свети Петар.
Не поседујемо додатне податке на основу чега бисмо могли да утврдимо да ли су Свети Рајко и Свети Петар идентични манастири, али је највероватније дошло до грешке приликом пописа. Такође, не знамо ништа о том другом манастиру који се спомиње у близини Бегаљице. Каснији писани извори и усмена предања нам о томе ништа не казују.
Бегаљица се помиње у 18. веку и на карти из тога доба забележено је ово насеље под именом — Бигализа. Има и других трагова који указују на старину овога места. На месту Караули постоји Селиште за које се прича ово: Некада је Бегаљица била пуста и седамдесетих година у селу није певац запевао. А када се доцније село засељавало, прве су куће биле у Милошеву Потоку, одакле се село премести на Караулу, затим са Карауле Бегаљичани пређу на данашње место, а Караула остане селиште.
О имену села постоји ово предање: „Турци су често ударали на село и пленили га, због чега су становници морали бежати, па кад опасност мине, враћали су се натраг“. Због тог честог бежања, веле, да је село добило име ово.
Године 1732. Бегаљица је припадала нурији (парохија) манастира Рајиновца и имала је 20 кућа. У арачким списима (пореским списковима) из првих десетина 19. века помиње се Бегуљица која је имала 1818. г. 51 и 1822. г. 52 куће. По попису из 1921. године село је имало 380 кућа са 2259 становника.
Најстарије су породице, које не знају своје порекло: Антонијевићи, Цвејићи, Максимовићи, Обреновићи и Савковићи. Досељеници су: Бисенижи, чији су преци дошли од Колубара; Полићи, старином од Пријепоља; Палићи, старином из Херцеговине, чији је предак Стефан Андрејевић-Палалија, кога су 1804. године посекле дахије, и чији се гроб налази код манастира Рајиновца; Бугарћићи, са старином од Пирота; Карамихаловићи чији је предак дошао из космајске Дучине; Пирићи и Миленковићи са старином од Пирота; Груићићи, Станоковићи, Благојевићи и Радојевићи старином из Бјелопавлића (Црна Гора) итд.
У Атару Бегаљичком налази се манастир Рајиновац. По предању подигнут је као задужбина из прве половине 15. века, обновљен трудом духовника Ажи-Висариона раковичког. У овоме манастиру је 1732. године био калуђер Макарије, рођен у Слатини, у ваљевској околини.
Школа је од 1871. године била у једној малој кућици све до 1904. године, када је подигнута нова школа. (подаци крајем 1921. године). Почетком 1920-тих овде је деловао хајдук Обрад Николић, за јатаковање су 1923. оптужени чак и председник бегаљичке општине и сеоски пандур. Овде се налази ОШ „Иво Лола Рибар” Бегаљица.
Бегаљица је позната као воћарски крај, посебно по узгоју јагода.

## Демографија
У насељу Бегаљица живи 2638 пунолетних становника, а просечна старост становништва износи 41,3 година (39,6 код мушкараца и 42,9 код жена). У насељу има 1061 домаћинство, а просечан број чланова по домаћинству је 3,04.
Ово насеље је у великим делом насељено Србима (према попису из 2022. године).
|  |

| Демографија | Демографија | Демографија |
| Година      | Становника  | Становника  |
| ----------- | ----------- | ----------- |
| 1948.       | 3.175       |             |
| 1953.       | 3.301       |             |
| 1961.       | 3.449       |             |
| 1971.       | 3.604       |             |
| 1981.       | 3.842       |             |
| 1991.       | 3.880       | 3.328       |
| 2002.       | 3.255       | 3.775       |
| 2011.       | 3.029       |             |
| 2022.       | 2.715       |             |

| Етнички састав према попису из 2002.‍ | Етнички састав према попису из 2002.‍ | Етнички састав према попису из 2002.‍ | Етнички састав према попису из 2002.‍ | Етнички састав према попису из 2002.‍ |
| ------------------------------------ | ------------------------------------ | ------------------------------------ | ------------------------------------ | ------------------------------------ |
|                                      |                                      |                                      |                                      |                                      |
| Срби                                 | Срби                                 |                                      | 3.147                                | 96,68%                               |
| Роми                                 | Роми                                 |                                      | 36                                   | 1,10%                                |
| Румуни                               | Румуни                               |                                      | 8                                    | 0,24%                                |
| Црногорци                            | Црногорци                            |                                      | 5                                    | 0,15%                                |
| Муслимани                            | Муслимани                            |                                      | 5                                    | 0,15%                                |
| Хрвати                               | Хрвати                               |                                      | 4                                    | 0,12%                                |
| Бугари                               | Бугари                               |                                      | 4                                    | 0,12%                                |
| Југословени                          | Југословени                          |                                      | 2                                    | 0,06%                                |
| Словаци                              | Словаци                              |                                      | 1                                    | 0,03%                                |
| Македонци                            | Македонци                            |                                      | 1                                    | 0,03%                                |
| непознато                            | непознато                            |                                      | 1                                    | 0,03%                                |

| Година пописа     | 1948. | 1953. | 1961. | 1971. | 1981. | 1991. | 2002. |
| ----------------- | ----- | ----- | ----- | ----- | ----- | ----- | ----- |
| Број домаћинстава | 693   | 709   | 839   | 940   | 1.002 | 1.015 | 1.061 |

| Број чланова      | 1   | 2   | 3   | 4   | 5  | 6  | 7  | 8 | 9 | 10 и више | Просек |
| ----------------- | --- | --- | --- | --- | -- | -- | -- | - | - | --------- | ------ |
| Број домаћинстава | 217 | 264 | 200 | 189 | 87 | 62 | 28 | 8 | 3 | 3         | 3,04   |

| Пол    | Укупно | Неожењен/Неудата | Ожењен/Удата | Удовац/Удовица | Разведен/Разведена | Непознато |
| ------ | ------ | ---------------- | ------------ | -------------- | ------------------ | --------- |
| Мушки  | 1.320  | 340              | 856          | 66             | 58                 | 0         |
| Женски | 1.425  | 254              | 844          | 261            | 63                 | 3         |
| УКУПНО | 2.745  | 594              | 1.700        | 327            | 121                | 3         |

| Пол    | Укупно                    | Пољопривреда, лов и шумарство | Рибарство                            | Вађење руде и камена | Прерађивачка индустрија       |
| ------ | ------------------------- | ----------------------------- | ------------------------------------ | -------------------- | ----------------------------- |
| Мушки  | 784                       | 466                           | 0                                    | 0                    | 81                            |
| Женски | 519                       | 265                           | 0                                    | 0                    | 48                            |
| УКУПНО | 1.303                     | 731                           | 0                                    | 0                    | 129                           |
| Пол    | Производња и снабдевање   | Грађевинарство                | Трговина                             | Хотели и ресторани   | Саобраћај, складиштење и везе |
| Мушки  | 19                        | 27                            | 68                                   | 3                    | 38                            |
| Женски | 0                         | 3                             | 65                                   | 10                   | 13                            |
| УКУПНО | 19                        | 30                            | 133                                  | 13                   | 51                            |
| Пол    | Финансијско посредовање   | Некретнине                    | Државна управа и одбрана             | Образовање           | Здравствени и социјални рад   |
| Мушки  | 1                         | 18                            | 18                                   | 8                    | 16                            |
| Женски | 1                         | 8                             | 17                                   | 21                   | 52                            |
| УКУПНО | 2                         | 26                            | 35                                   | 29                   | 68                            |
| Пол    | Остале услужне активности | Приватна домаћинства          | Екстериторијалне организације и тела | Непознато            | Непознато                     |
| Мушки  | 19                        | 0                             | 0                                    | 2                    | 2                             |
| Женски | 15                        | 0                             | 0                                    | 1                    | 1                             |
| УКУПНО | 34                        | 0                             | 0                                    | 3                    | 3                             |

## Коришћена Литература:
- Коришћена Литература:
- Извор Монографија Подунавске области 1812-1927 саставио Др, Владимир Марган бив. Председник Обласног одбора Комесар Обласне Самоуправе, објављено (1927 г.)„Напредак Панчево,,
- „Летопис“: Подунавска места и обичаји Марина (Беч 1999 г.).

Летопис период 1812 – 2009 г. Саставио од Писаних трагова, Летописа, по предању места у Јужној Србији, места и обичаји настанак села ко су били Досељеници чиме се бавили мештани
- Напомена

У уводном делу аутор је дао кратак историјски преглед овог подручја од праисторијских времена до стварање државе Краљевине Срба, Хрвата и Словенаца. Највећи прилог у овом делу чине ,»Летописи« и трудио се да не пропусти ниједну важну чињеницу у прошлости описиваних места.